# Mercury Montclair
Mercury Montclair — серия полноразмерных седанов, разработанных и выпускавшихся подразделением Mercury компании Ford с 1955 по 1960 и с 1964 по 1968 год.

## Первое поколение (1955—1956)
В 1955 году компания Mercury переработала свой модельный ряд, добавив Montclair в качестве премиального седана, расположенного над Monterey. Montclair был представлен в двухдверной конфигурации кузовов хардтоп и кабриолет. В качестве стилистической особенности Montclair получил контрастную по цвету панель под линией окна.
Двигатель V8 объёмом 292 кубических дюйма и мощностью 195 л. с., сочетавшийся в паре с трёхступенчатой механической или автоматической трансмиссией, был позаимствован у Ford Thunderbird. Указанная розничная цена на хардтоп составила 2631 доллар США (29925 долларов 2023 года). Всего было продано 71588 экземпляров. Стандартное оснащение включало тканевую и виниловую обивку, ковровое покрытие в салоне и хромированные молдинги на окнах; среди опций были обогреватель и размораживатель лобового стекла, радио, регулируемое переднее сиденье с электроприводом, электрические стеклоподъёмники, усиленное рулевое управление, усиленные тормоза и вспомогательные дорожные фонари.
В 1956 году Mercury Montclair претерпел доработку внешнего вида. Наиболее заметным внешним признаком стала эмблема Big M вместо герба на капоте. Двигатель V8 объёмом 292 кубического дюйма был заменён на двигатель объёмом 312 кубических дюймов мощностью 225 л. с. С 1956 года двигатель выдавал мощность 190 кВт (260 л. с.).

### Галерея
- 1955 Mercury Montclair Convertible
- Интерьер
- 1956 Mercury Montclair
- Mercury Montclair Sun Valley

## Второе поколение (1957—1958)
В 1957 году Mercury Montclair увеличился в размерах, перейдя на 122-дюймовую колёсную базу. Линию крыши автомобиль стал разделять с Monterey. Наряду с двухдверным хардтопом был представлен четырёхдверный; обе версии обозначались индексом Montclair Phaeton. Двигатель V8 объёмом 312 кубических дюймов развивал мощность 255 л. с. Опционально устанавливался двигатель V8 объёмом 368 кубических дюймов, развивающий мощность 290 л. с. В 1958 году на Montclair устанавливались двигатели объёмом 383—430 кубических дюймов, развивающие мощность 330—400 л. с.

### Галерея
- 1957 Mercury Montclair
- 1958 Mercury Montclair

## Третье поколение (1959—1960)
В 1959 году модельный ряд Mercury претерпел кардинальную модернизацию, перейдя на 126-дюймовую колёсную базу. Модельный ряд Montclair сократился до четырёхдверных седанов и двух-/четырёхдверных хардтопов. Единственным двигателем стал V8 объёмом 383 кубического дюйма. В 1960 году экстерьер был доработан.

### Галерея
- 1959 Mercury Montclair
- 1960 Mercury Montclair

## Четвёртое поколение (1964)
В 1964 году производство автомобилей Mercury Montclair было возрождено. Автомобили претерпели незначительный фейслифтинг, поскольку выпуклая решетка радиатора заменила предыдущий вогнутый дизайн внешнего вида, идентичный Ford Thunderbird (1961) и Lincoln Continental (1961). Как и в случае с предыдущим поколением, Montclair предлагался в четырёхдверном кузове седан, а также в двух- и четырёхдверном кузове хардтоп.
Автомобиль приводился в движение двигателем V8 объёмом 390 кубических дюймов и мощностью 266 л. с. Дополнительные версии развивали мощность 300—330 л. с. V8 объёмом 4274 кубических дюймов развивал мощность 410—425 л. с.

## Пятое поколение (1965—1968)
В 1965 году колёсная база Montclair была увеличена до 123 дюймов. Задние листовые рессоры уступили место спиральным пружинам. Montclair выпускался в кузовах четырёхдверный седан и двух-/четырёхдверный хардтоп. Двигатель 427 V8 мощностью 410 л. с. был заменён двигателем 390 V8. 
В 1966 году дополнительно в моторную гамму вошли двигатели 410 V8 мощностью 330 л. с. и 428 V8 мощностью 345 л. с. К 1968 году Mercury Montclair был снят с производства.

### Галерея
- 1965 Mercury Montclair
- 1967 Mercury Montclair